# Zeinheim
Zeinheim é uma comuna francesa na região administrativa de Grande Leste, no departamento Baixo Reno. Estende-se por uma área de 2,44 km². Em 2010 a comuna tinha 208 habitantes (densidade: 85,2 hab./km²).